# Greer Grammer
Kandace Greer Grammer (* 15. Februar 1992 in Los Angeles, Kalifornien) ist eine US-amerikanische Filmschauspielerin.

## Leben
Greer Grammer ist die Tochter des Schauspielers Kelsey Grammer. Sie nahm ab 2008 an einigen kalifornischen Schönheitswettbewerben teil und ist seit 2010 als Filmschauspielerin tätig. Ab 2011 wurde sie mit der MTV-Serie Awkward – Mein sogenanntes Leben in der Rolle der Lissa Miller bekannt. 2014 schloss sie ihr Schauspiel-Studium an der University of Southern California ab.
Ab 2016 spielte sie in der Serie The Middle. 2021 spielte sie Grace im Drama Deadly Illusions.

## Filmografie (Auswahl)
- 2010: Amost Kings
- 2011–2016: Awkward – Mein sogenanntes Leben (Awkward., Fernsehserie, 65 Folgen)
- 2014: Life Partners
- 2015: Melissa & Joey (Fernsehserie, 3 Folgen)
- 2014: An Evergreen Christmas
- 2016–2017: The Middle (Fernsehserie, 7 Folgen)
- 2017: Altitude (Highjacked)
- 2017: Deadly Sorority (Fernsehfilm)
- 2019: The Last Summer
- 2020: Roe v. Wade
- 2020: Story Game
- 2021: Deadly Illusions
- 2021: American Boogeyman – Faszination des Bösen (Ted Bundy: American Boogeyman)
- 2021: Burning at Both Ends
- 2023: Howdy, Neighbor!
- 2023: Deltopia
- 2023: Creating Christmas (Fernsehfilm)
- 2024: Held Hostage in My House
- 2024: The Ghost Trap
- 2024: Frasier (Fernsehserie)